# Глушково (село, Шумячский район)
Глушко́во — село в Шумячском районе Смоленской области России. Входит в состав Понятовского сельского поселения. Население — 12 жителей (2007 год). 

## География
Расположено в юго-западной части области в 5 км к югу от Шумячей, в 2 км южнее автодороги А101 Москва — Варшава («Старая Польская» или «Варшавка»), на берегу реки Шумячка. В 2 км юго-восточнее села расположена железнодорожная станция Понятовка на линии Рославль — Кричев.

## История
В годы Великой Отечественной войны село было оккупировано гитлеровскими войсками в августе 1941 года, освобождено в сентябре 1943 года.